# Nuoto ai campionati mondiali di nuoto 2023 - Staffetta 4x100 metri stile libero mista
La gara della staffetta 4x100 metri stile libero mista dei campionati mondiali di nuoto 2023 si è svolta il 29 luglio 2023. Al mattino si sono svolte le batterie, mentre la finale si è disputata nella serata.

## Podio
| Pos.    | Nazione       | Atleta |
| ------- | ------------- | --- |
| Oro     | Australia     | Jack Cartwright Kyle Chalmers Shayna Jack Mollie O'Callaghan Flynn Zareb Southam Madison Wilson Meg Harris |
| Argento | Stati Uniti   | Jack Alexy Matthew King Abbey Weitzeil Kate Douglass Chris Guiliano Olivia Smoliga Bella Sims              |
| Bronzo  | Gran Bretagna | Matthew Richards Duncan Scott Anna Hopkin Freya Anderson Jacob Whittle Tom Dean Lucy Hope                  |

## Record
Prima della manifestazione il record del mondo (RM) e il record dei campionati (RC) erano i seguenti.
|  | 3'19"38 | Australia | 24 giugno 2022 Budapest |
|  | 3'19"38 | Australia | 24 giugno 2022 Budapest |

Durante la competizione è stato migliorato il seguente record:
|  | 3'18"83 | Australia |

## Risultati

### Batterie
| Pos. | Batteria | Corsia | Nazione                       | Atleta | Tempo       | Note |
| ---- | -------- | ------ | ----------------------------- | --- | ----------- | ---- |
| 1    | 5        | 4      | Australia                     | Flynn Zareb Southam (48"69) Jack Cartwright (47"81) Madison Wilson (52"98) Meg Harris (52"40)                   | 3'21"88     | Q    |
| 2    | 5        | 5      | Stati Uniti                   | Matthew King (48"32) Chris Guiliano (48"18) Olivia Smoliga (53"30) Bella Sims (54"05)                           | 3'23"85     | Q    |
| 3    | 5        | 6      | Italia                        | Manuel Frigo (48"54) Alessandro Miressi (47"56) Costanza Cocconcelli (54"41) Sofia Morini (53"88)               | 3'24"39     | Q    |
| 4    | 4        | 5      | Gran Bretagna                 | Jacob Whittle (48"84) Tom Dean (47"93) Lucy Hope (53"87) Freya Anderson (53"77)                                 | 3'24"41     | Q    |
| 5    | 4        | 4      | Canada                        | Ruslan Gaziev (48"27) Javier Acevedo (48"07) Mary-Sophie Harvey (54"13) Taylor Ruck (54"16)                     | 3'24"63     | Q    |
| 6    | 4        | 0      | Giappone                      | Tomonobu Gomi (49"65) Katsumi Nakamura (48"59) Nagisa Ikemoto (53"79) Yume Jinno (54"44)                        | 3'26"47     | Q    |
| 7    | 5        | 2      | Brasile                       | Guilherme Caribé (48"67) Felipe Ribeiro (48"95) Ana Carolina Vieira (54"64) Stephanie Balduccini (54"22)        | 3'26"48     | Q    |
| 8    | 3        | 4      | Germania                      | Peter Varjasi (48"93) Rafael Miroslaw (48"40) Nele Schulze (54"58) Nina Holt (54"87)                            | 3'26"78     | Q    |
| 9    | 4        | 2      | Cina                          | Yang Jintong (49"91) Ji Yicun (49"32) Yang Junxuan (54"47) Wu Qingfeng (53"38)                                  | 3'27"08     |      |
| 10   | 5        | 3      | Francia                       | Max Berg (49"36) Guillaume Guth (48"74) Assia Touati (55"09) Lison Nowaczyk (54"43)                             | 3'27"62     |      |
| 11   | 4        | 3      | Svezia                        | Robin Hanson (49"46) Björn Seeliger (48"93) Louise Hansson (54"31) Sofia Åstedt (54"94)                         | 3'27"64     |      |
| 12   | 4        | 6      | Paesi Bassi                   | Kenzo Simons (49"67) Caspar Corbeau (49"28) Milou van Wijk (54"34) Sam van Nunen (54"54)                        | 3'27"83     |      |
| 13   | 5        | 1      | Corea del Sud                 | Ji Yu-chan (49"11) Yang Jae-hoon (49"17) Hur Yeon-kyung (54"43) Jeong So-eun (55"28)                            | 3'27"99     |      |
| 14   | 4        | 1      | Israele                       | Denis Loktev (49"69) Meiron Cheruti (49"36) Anastasia Gorbenko (54"44) Daria Golovaty (55"29)                   | 3'28"78     |      |
| 15   | 4        | 8      | Grecia                        | Andreas Vazaios (49"19) Stergios Bilas (48"49) Theodōra Drakou (55"05) Maria-Thaleia Drasidou (56"23)           | 3'28"96     |      |
| 16   | 4        | 7      | Nuova Zelanda                 | Cameron Gray (48"77) Carter Swift (49"06) Helena Gasson (55"79) Chelsey Edwards (55"43)                         | 3'29"05     |      |
| 17   | 5        | 7      | Spagna                        | Sergio de Celis (48"88) Carles Coll (49"27) Carmen Weiler (55"27) Ainhoa Campabadal (55"64)                     | 3'29"06     |      |
| 18   | 5        | 9      | Sudafrica                     | Clayton Jimmie (50"04) Aimee Canny (54"58) Roland Schoeman (50"48) Rebecca Meder (55"06)                        | 3'30"16     |      |
| 19   | 1        | 6      | Messico                       | Jorge Iga (48"76) Andres Dupont (48"77) Athena Meneses (56"59) Tayde Revilak (56"65)                            | 3'30"77     |      |
| 20   | 5        | 8      | Singapore                     | Jonathan Tan (49"24) Mikkel Lee (49"30) Quah Ting Wen (55"65) Quah Jing Wen (56"70)                             | 3'30"89     |      |
| 21   | 3        | 7      | Slovacchia                    | Matej Duša (49"89) František Jablčník (50"82) Tamara Potocká (55"04) Teresa Ivan (55"66)                        | 3'31"41     |      |
| 22   | 5        | 0      | Hong Kong                     | Lau Shiu Yue (52"28) Ian Ho (49"16) Camille Cheng (55"69) Chloe Cheng (57"83)                                   | 3'34"96     |      |
| 23   | 2        | 0      | Aruba                         | Mikel Schreuders (49.15) Bransly Dirksz (52.97) Elisabeth Timmer (57.77) Chloe Farro (58.00)                    | 3'37.89     |      |
| 24   | 2        | 7      | Bermuda                       | Benedict Parfit (52"54) Jack Harvey (51"94) Maddy Moore (57"75) Emma Harvey (56"63)                             | 3'38"86     |      |
| 25   | 3        | 6      | Thailandia                    | Dulyawat Kaewsriyong (50"70) Tonnam Kanteemool (51"27) Kamonchanok Kwanmuang (57"06) Jenjira Srisaard (1'00"35) | 3'39"38     |      |
| 26   | 3        | 3      | Federazione sospesa           | Monyo Maina (53"08) Swaleh Abubakar Talib (54"34) Emily Muteti (57"78) Maria Brunlehner (57"38)                 | 3'42"58     |      |
| 27   | 3        | 2      | Bahamas                       | Lamar Taylor (50"10) Davante Carey (51"84) Rhanishka Gibbs (1'02"16) Zaylie Thompson (59"09)                    | 3'43"19     |      |
| 28   | 3        | 5      | Armenia                       | Artur Barseghyan (51"71) Ashot Chakhoyan (55"59) Ani Poghosyan (58"85) Varsenik Manucharyan (58"80)             | 3'44"95     |      |
| 29   | 2        | 2      | Antigua e Barbuda             | Stefano Mitchell (51"74) Jadon Wuilliez (51"42) Bianca Mitchell (1'01"05) Aunjelique Liddie (1'01"17)           | 3'45"38     |      |
| 30   | 3        | 1      | Uganda                        | Tendo Mukalazi (52"57) Adnan Kabuye (53"71) Tara Naluwoza (1'02"05) Kirabo Namutebi (59"47)                     | 3'47"80     |      |
| 31   | 1        | 5      | Nigeria                       | Clinton Opute (52"71) Colins Obi Ebingha (51"52) Dorcas Abeng (1'02"21) Adaku Nwandu (1'02"39)                  | 3'48"83     |      |
| 32   | 3        | 8      | Samoa                         | Olivia Borg (58"90) Brandon Schuster (53"51) Kaiya Brown (1'01"92) Kokoro Frost (54"96)                         | 3'49"29     |      |
| 33   | 2        | 9      | Panama                        | Jeancarlo Calderon Harper (53"33) Emily Santos (1'01"94) Carolina Cermelli (1'04"25) Tyler Christianson (53"67) | 3'53"19     |      |
| 34   | 3        | 9      | Guam                          | James Hendrix (53"80) Mia Lee (1'01"82) Amaya Bollinger (1'04"92) Israel Poppe (54"00)                          | 3'54"54     |      |
| 35   | 2        | 1      | Bahrein                       | Ali Sadeq Alawi (54"62) Abdulla Khalid Jamal (54"27) Asma Lefahler (1'01"36) Ayah Binrajab (1'04"52)            | 3'54"77     |      |
| 36   | 3        | 0      | Angola                        | Henrique Mascarenhas (52"76) Salvador Gordo (55"17) Maria Lopes Freitas (1'03"19) Lia Ana Lima (1'07"72)        | 3'58"84     |      |
| 37   | 1        | 4      | Papua Nuova Guinea            | Nathaniel Noka (57"02) Josh Tarere (56"89) Abigail Ai Tom (1'08"45) Georgia-Leigh Vele (1'00"78)                | 4'03"14     |      |
| 38   | 1        | 3      | Micronesia                    | Taeyanna Adams (1'06"22) Tasi Limtiaco (54"87) Kyler Anthony Kihleng (58"46) Kestra Kihleng (1'04"32)           | 4'03"87     |      |
| 39   | 2        | 4      | Isole Marianne Settentrionali | Isaiah Aleksenko (52"29) Anthony Deleon (56"51) Shoko Litulumar (1'09"97) Maria Batallones (1'06"85)            | 4:05"62     |      |
| 40   | 2        | 6      | Capo Verde                    | Jayla Pina (59"84) Ailton Lima (1'00"04) La Troya Pina (1'07"62) Troy Pina (59"85)                              | 4'07"35     |      |
| 41   | 2        | 8      | Malawi                        | Filipe Gomes (53"49) Ammara Pinto (1'11"36) Tayamika Chang'Anamuno (1'06"13) Muhammad Ali Moosa (1'03"45)       | 4'14"43     |      |
| 42   | 2        | 5      | Maldive                       | Hamna Ahmed (1'10"02) Ali Imaan (58"07) Mohamed Rihan Shiham (1'09"78) Meral Ayn Latheef (59"87)                | 4'17"74     |      |
| 43   | 2        | 3      | Palau                         | Jion Hosei (58"52) Travis Dui Sakurai (57"70) Galyah Ngerchesiuch Mikel (1'11"78) Yuri Hosei (1'09"91)          | 4'17"91     |      |
| DNS  | 4        | 9      | Colombia                      | | Non partiti |      |

### Finale
| Pos. | Corsia | Nazione       | Atleta                                                                                                   | Tempo   | Note |
| ---- | ------ | ------------- | --- | ------- | ---- |
|      | 4      | Australia     | Jack Cartwright (48"14) Kyle Chalmers (47"25) Shayna Jack (51"73) Mollie O'Callaghan (51"71)             | 3'18"83 |      |
|      | 5      | Stati Uniti   | Jack Alexy (47"68) Matthew King (47"78) Abbey Weitzeil (52"94) Kate Douglass (52"42)                     | 3'20"82 |      |
|      | 6      | Gran Bretagna | Matthew Richards (47"83) Duncan Scott (47"46) Anna Hopkin (53"30) Freya Anderson (53"09)                 | 3'21"68 |      |
| 4    | 2      | Canada        | Joshua Liendo (48"65) Ruslan Gaziev (47"58) Maggie Mac Neil (53"59) Mary-Sophie Harvey (54"00)           | 3'23"82 |      |
| 5    | 3      | Italia        | Alessandro Miressi (47"97) Thomas Ceccon (47"93) Costanza Cocconcelli (54"84) Sofia Morini (53"79)       | 3'24"53 |      |
| 6    | 1      | Brasile       | Guilherme Caribé (48"32) Felipe Ribeiro (48"31) Ana Carolina Vieira (54"47) Stephanie Balduccini (54"11) | 3'25"21 |      |
| 7    | 7      | Giappone      | Tomonobu Gomi (49"58) Katsumi Nakamura (48"60) Nagisa Ikemoto (53"67) Yume Jinno (55"11)                 | 3'26"96 |      |
| 8    | 8      | Germania      | Peter Varjasi (49"06) Rafael Miroslaw (48"73) Nele Schulze (54"65) Nina Holt (54"74)                     | 3'27"18 |      |